# Редуд Сити
Редуд Сити (на английски: Redwood City, Редууд Сити – „Град на секвоята“) е град, окръжен център на окръг Сан Матео, в Района на Санфранциския залив, щата Калифорния, Съединените американски щати.
Намира се в Силициевата долина. Девизът му е „Най-добър климат по тест на правителството“ („Climate best by government test“).

## География
Редуд Сити е разположен в подрайон Санфранциски полуостров, на еднакво разстояние от големите градове Сан Франциско и Сан Хосе по магистрала 101. Съседни градове: Атертън и Източен Пало Алто (на юг), Сан Карлос (на север).
Флората е представена от палми, иглолистни и широколистни дървета. Никога не вали сняг, което е типично и за останалата част от Района на залива на Сан Франциско.
Населението е около 75 000 души, 1/3 от които са латиноамериканци.
От хълмовете в западната част на града се откриват прекрасни гледки към Санфранциския залив. В източната част къщите са разположени на брега на залива. В задния двор на всяка къща има лодка, която леко се полюшва в спокойните води на залива. Мнозина живеят в малки яхти.

## Икономика
В града се намира централата на „Оракъл“ (Oracle), което го прави част от прочутата Силициева долина.
В този малък град има почти всичко – от магазини за „Ферари“ (Ferrari) и „Мазерати“ (Mazeratti), швейцарски часовници до екзотични малки мексикански ресторантчета.
Центърът на града се пресича от Ел Камино Реал – легендарния път, водещ от Сан Франциско до Мексико.